# À travers la forêt
À travers la forêt ist ein französischer Film von 2005 unter der Regie von Jean-Paul Civeyrac. Er lief im offiziellen Programm des Pariser Filmfestivals 2005 und des Toronto International Film Festivals 2005.

## Handlung
Nachdem Renaud in einem Motorradunfall stirbt, kann seine Freundin Armelle mit dem Verlust nicht fertigwerden und ist der Überzeugung, er lebe noch. Sie wendet sich, auf Anraten ihrer Schwestern, an ein Medium und trifft dabei auf Hyppolite, der ihrem Freund aufs Haar gleicht.

## Hintergrund
Jean-Paul Civeyrac, oft als Vertreter der „neuen“ Nouvelle Vague bezeichnet, befasst sich in seinem neuen Film mit den Themen Liebe und Tod. À travers la forêt wurde mit einem geringen Budget innerhalb von 12 Tagen in Paris gedreht. Erste Kritiken vergleichen ihn mit Jacques Rivettes An der Nordbrücke (Le Pont du Nord) und heben die Auswahl der Filmmusik hervor, die mit Stücken von John Cage und Antonín Dvořák einen Kontrast zur Bildsprache von Kameramann Céline Bozon bildet.